# Gurit Kadman

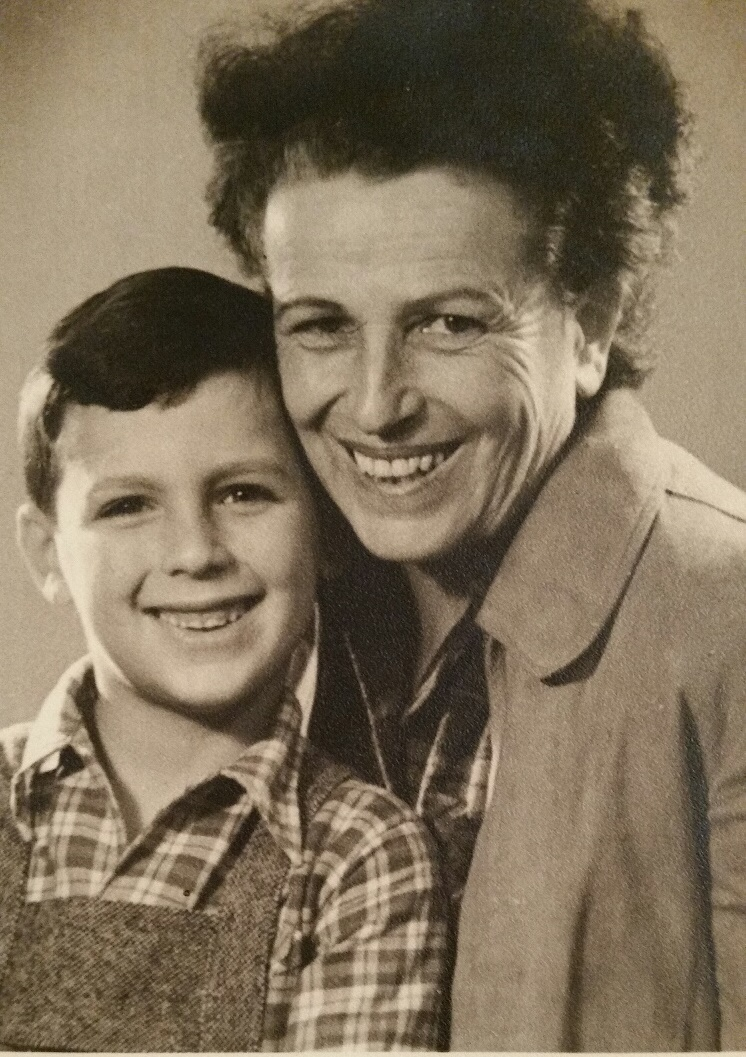
Gurit Kadman mit ihrem Enkel Gideon (Sohn von Ayalah Goren-Kadman), Februar 1953

Gurit Kadman (* 2. März 1897 in Leipzig; † 27. März 1987 in Jerusalem) wurde als Gertrud (Gert) Loewenstein geboren und wanderte bereits 1920 nach Palästina aus. Sie war Tänzerin, Choreografin und Tanzpädagogin sowie 1944 Organisatorin des ersten Dalia-Tanzfestivals. Bis heute gilt Kadman als die Doyenne des modernen israelischen Volkstanzes. und Pionierin des ethnischen Volkstanzes. Für ihre Leistungen wurde Gurit Kadman 1981 (Jahr 5741 nach hebräischer Zählung) mit dem Israel-Preis ausgezeichnet.

## Leben vor 1944
Die als Gertrud (Gert) Loewenstein geborene Gurit Kadman war das älteste von drei Geschwistern und Tochter des Rechtsanwalts Berthold Loewenstein (* 1863 in Hannover; † 1946 in Tel Aviv) und dessen Frau Ida (* 1874 als Ida Eckstein in Göttingen; † 1945 in Tel Aviv). Berthold Loewensteins Mutter war eine Tochter des Reformrabbiners Salomon Herxheimer (1801–1884). Die assimilierte Familie Loewenstein gehörte zum gehobenen Bürgertum von Leipzig und legte wenig Wert auf jüdische Tradition und religiöse Erziehung. Dieses liberale Elternhaus habe Gertrud Loewensteins frühes Interesse an der Natur, an Folklore, Körperkultur und Tanz begünstigt. „In diesem Milieu entwickelte sich ihre Begeisterung für nonkonformistische Ideen – ihr früher Feminismus, ihre Missachtung der bürgerlichen Umgangsformen, ihre Sympathie für den Zionismus und insbesondere für die egalitären Pionierideale des Kibbuz.“
1918 lernte Gertrud Loewenstein bei einer Familienhochzeit den jungen Zionisten Leo Kaufmann (* 30. Dezember 1895 in Mülheim an der Ruhr – † 27. Dezember 1963 in Jerusalem) kennen, der sich später Leo Kadman nannte, und war fasziniert von dessen Begeisterung für ein Pionierleben in Palästina. Leo Kaufmann war Sohn einer wohlhabenden Familie, die eine Lederfabrik besaß. Er studierte Rechtswissenschaften, Wirtschaft und Geschichte an den Universitäten Bonn, Heidelberg und Leipzig. Im Alter von 15 Jahren lernte er Israel Feinberg kennen, Pionier der Ersten Alija und Mitbegründer der Stadt Rischon LeZion. Laut seiner Tochter Avishag war Kaufmann aufgrund dieser Begegnung Zionist geworden und half beim Aufbau des deutschen Hechaluz.
Gertrud und Leo wurden beiden Mitglieder im Blau-Weiß (jüdischer Wanderbund) und bereiteten sich gemeinsam auf die Auswanderung nach Palästina vor. Über einen Vortrag, den Gertrud für diesen Verband hielt, lernte sie Rivka Sturman kennen, die für die Entwicklung des späteren israelischen Volkstanzes nicht weniger wichtige Person.
1919 heirateten Gertrud und Leo und wanderten nach der Geburt ihres Sohnes Raphael im Oktober 1920 nach Palästina aus. Dabei war auch die Ärztin Shulamit Epstein (* 14. Januar 1896 in Elberfeld; † 17. Juni 1978 in Tel Aviv), ebenfalls aus dem Blau-Weiß kommend und „Leos andere Frau“.

„Sie waren gekommen, um beim Aufbau einer neuen Gesellschaft im Land Israel zu helfen. Sie waren auch entschlossen, die bürgerlichen Werte der Alten Welt ihrer Eltern abzulegen: nicht nur die Annehmlichkeiten des Lebens in Europa, sondern auch die traditionellen, konservativen Vorstellungen über die Familieneinheit, die ihrer Meinung nach nicht zu der neuen Gemeinschaft passten, die sie mitgestalten wollten.
Die drei lebten die nächsten 40 Jahre zusammen, zunächst als Mitglieder der landwirtschaftlichen Pionierbewegung, später als Teil der Tel Aviver Bohème und als aktive Anhänger des Zionismus. Als prominente Symbole einer neuen israelischen Gesellschaft verbargen sie ihre ungewöhnliche Lebensweise nicht und entschuldigten sich nicht dafür.“

In Palästina gehörten die Kaufmanns, Shulamit Epstein und deren Bruder Max zu den Gründern des Kibbuz Chefziba, der vorläufig noch in Chadera ansässig war, bevor er das zugeteilte Land in der Jesreelebene besiedeln konnte. Der zweite Sohn von Gertrud und Leo, Amnon, wurde 1922 noch in Chadera geboren. Im gleichen Jahr kam auch Avishag Kadman-Zahavi zur Welt, Leo Kaufmanns Tochter aus der Beziehung zu Shulamit Epstein.

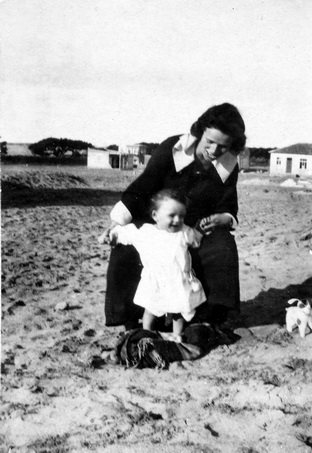
Gurit Kadman 1922 in Chefziba (zusammen mit ihrem zweijährigen Sohn Raphael)
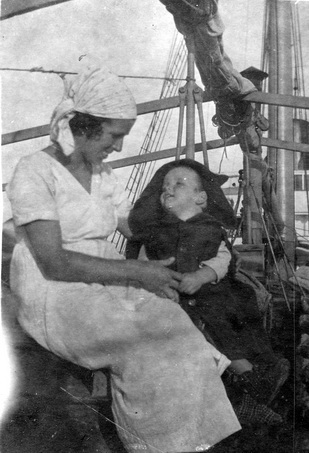
Ebenfalls Gurit und Raphael 1922
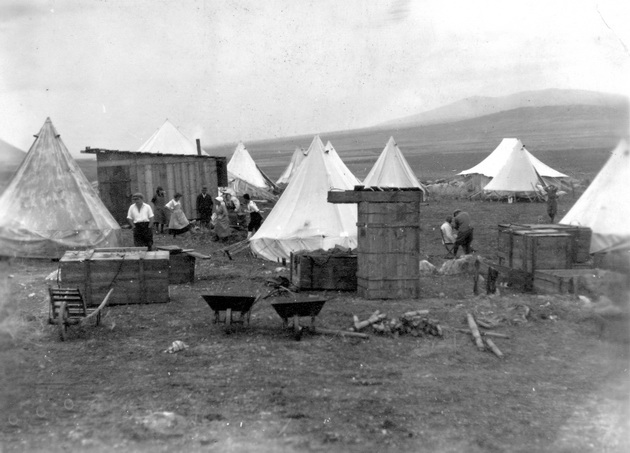
Chefziba 1922
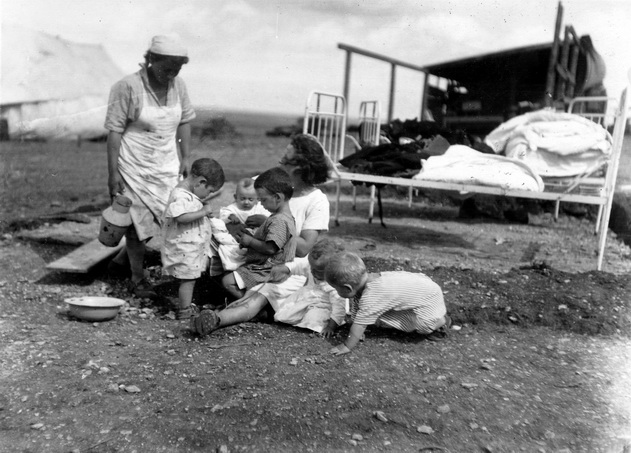
Gurit Kadman mit Kindern 1923
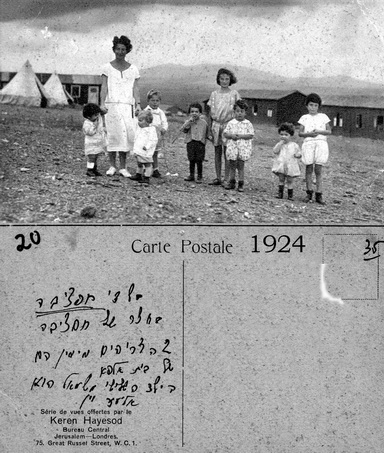
Chefziba 1924
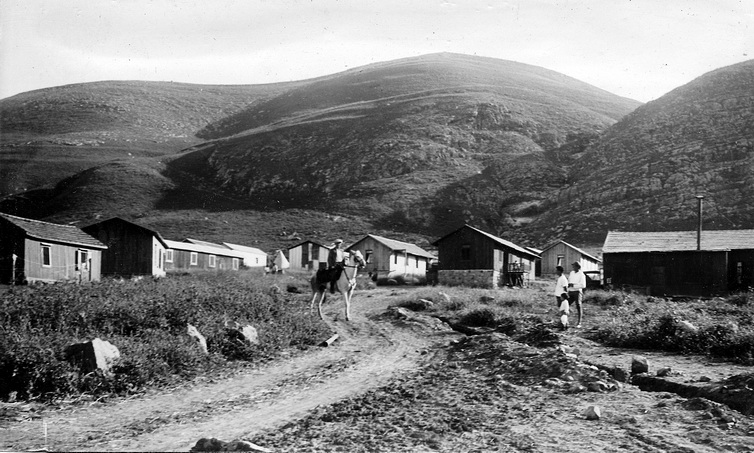
Chefziba 1925
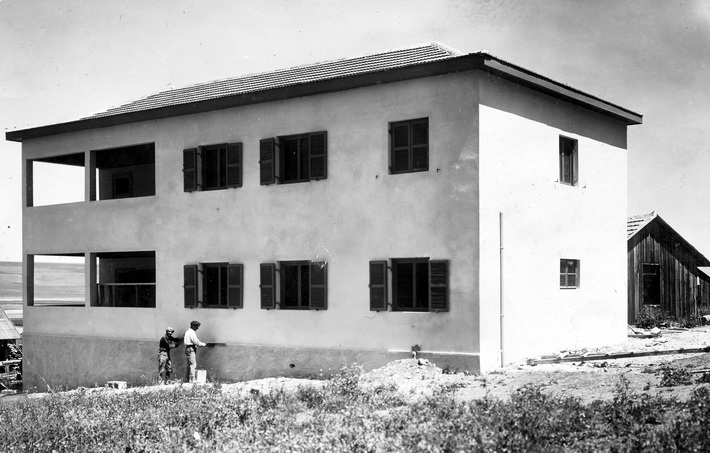
1929: Bau des ersten Kinderhauses

Leo Kaufmann war in der sozialistisch-zionistischen Bewegungen HaPoel HaZair, dem Hechaluz und dem Gdud ha-avoda aktiv. 1925 wurde er auf eine Bildungsmission nach Österreich geschickt. Während dieses gemeinsamen Auslandsaufenthalt zusammen mit seiner Frau Gertrud kam die Tochter Ayalah zur Welt. Bald nach der Rückkehr der Familie nach Palästina wurde Leo Kaufmann zum Direktor der neu gegründeten Wohnungsbauabteilung der Histadrut ernannt. Die Familie verließ den Kibbuz und zog 1931 nach Tel Aviv, wo die drei Erwachsenen und die vier Kinder ein gemeinsames Haus bezogen.
Gurit Kadman war zeitweilig – wie auch Shulamit Epstein, die hier vorübergehend als Ärztin arbeitete – Mitarbeiterin im Kinder- und Jugenddorf Ben Shemen, wo sie Volkstanz unterrichtete. 1929 und 1931 organisierte Kadman hier zwei Volkstanzfestivals, über die die Meinungen auseinandergingen und von enthusiastisch bis streng kritisch reichten. Sie begann auch damit, Material über Volkstänze zu veröffentlichen, das von Jugendleitern und Lehrern, die sie ausbildete, verwendet werden sollte. Eng waren auch ihre Beziehungen zur Histadrut und zum Sportverband HaPoel, für den sie ebenfalls Gymnastik- und Tanzunterricht erteilte. In den frühen 1940er Jahren gründete sie zusammen mit Moshe Wilensky und dessen Frau Genya eine eigene Schule, in der sie Sport und Tanz unterrichtete. Das tat sie ebenfalls an Histadrut-Schulen und an Bildungszentren für Arbeiterkinder, und sie unterrichtete auch internationalen und israelisch-palästinensischen Volkstanz am Lehrerseminar der Kibbuz-Bewegung.
Kadman war zu jener Zeit eine von fünf deutschen Jüdinnen und Juden, die durch ihr Engagement für die Verbreitung des Volkstanzes in den jüdischen Siedlungen bekannt waren und in den 1940er Jahren zu den prominentesten Führern der israelisch-palästinensischen Volkstanzbewegung gehörten. Außer ihr waren das Rivka Sturman, Tirza Hodes, Shalom Hermon und Leah Bergstein (1902–1989).

## 1944 – das Geburtsjahr des israelischen Volkstanzes
Nach Ayalah Goren-Kadman war das Jahr 1944 ein bahnbrechendes Jahr in der Geschichte des israelischen Volkstanzes und begründete den wachsenden Einfluss ihrer Mutter auf die damit in Zusammenhang stehende Bewegung. Ausgangspunkt hierfür war der Kibbuz Dalia, wo am 14./15. Juli das erste palästinaweite jüdische Tanzfestival stattfand. Kadman arbeitete bei dessen Vorbereitung mit der Kulturabteilung der Histadrut zusammen und dem Musikkomitee der Kibbuzim-Bewegung sowie mit den Mitgliedern des Kibbuz Dalia selbst. „Das geplante Tanztreffen fand statt, trotz der vielen Hindernisse, die mit dem Tanz selbst wenig zu tun hatten und die es zu überwinden galt. Zu dieser Zeit trafen die ersten Berichte und Gerüchte über den Holocaust ein. Mehrere Leute baten Gurit, die Vorbereitungen wegen der schrecklichen Nachrichten über das Schicksal des europäischen Judentums zu stoppen. Aber Gurit widersetzte sich, und deshalb nannte sie das Treffen das "Davka-Festival", "davka" bedeutet "trotz" und steht für Widerstand und einen unbeugsamen Geist.“
Zu dem Festival – „ein israelisches Woodstock (wenn auch in viel kleinerem Maßstab)“ – kamen etwa 200 Tänzer und 3.5000 Zuschauer aus verschiedenen Teilen des Landes zusammen. Kadman war es gelungen, eine Reihe von Tanzlehrern – „die jungen Macher des israelischen Tanzes“ – zu mobilisieren, die bereit waren, hier ihre Choreographien zu präsentieren und anderen ihre individuellen Tanzprojekte vorzustellen. Darunter waren einige Tänze, die als Experiment zur Schaffung einer neuen Tanzform präsentiert wurden. Sie sollten die Abkehr von den aus der Diaspora mitgebrachten Tänze beschleunigen und den Mangel an einheimischen israelisch-palästinensischen Tänzen beheben helfen, wobei dem Tanzen Bedeutung weit jenseits des reinen Vergnügens zukam. „Im Jahr 1944 boten diese Tänze den Juden in Eretz Israel einen Hoffnungsschimmer und verbanden sie mit anderen Juden, die nach einer nationalen und religiösen Identität strebten. Der israelische Volkstanz gab diesen Juden buchstäblich etwas zum Greifen: die Hand des anderen. Tänzer und Publikum gleichermaßen entdeckten die jüdische Gemeinschaft, die nationale Identität und die Freiheit, ungeniert jüdisch zu sein, während so viele andere Juden in ganz Europa unterdrückt und verfolgt wurden.“
Diese neuen Tänze waren zu dieser Zeit keine über viele Generationen hinweg gewachsene und eine Tradition verkörpernde Tänze, sondern kreative Schöpfungen einzelner bekannter Choreographen, weshalb sie von den Traditionalisten als künstlich gemachte Tänze abgelehnt wurden. Zu diesen Skeptikerinnen gehörte ursprünglich auch Gurit Kadman, wie sich Rivka Sturman nach einem Besuch bei ihr in den 1930er Jahren erinnerte: „Es schien mir während unseres Gesprächs, dass sie der Meinung war, der Volkstanz sei keine Schöpfung eines Individuums, sondern entstehe aus gemeinschaftlichen Bestrebungen.“ Kadman verwarf allerdings im Zuge der sich zuspitzenden Nationalstaatsdiskussion ihre frühere Auffassung und bekannte sich dazu, dass die Entstehung des neuen jüdischen Nationalstaates einhergehen müsse mit der Schaffung dazu passender Volkstänze, und das konnten mangels fehlender Traditionen nur kreierte Tänze sein. Folglich musste auch Kadman einräumen, „dass ein solches Projekt dem allgemeinen Verständnis dessen, was Folklore ausmacht, zuwiderlief. Doch indem sie die Schaffung der neuen Tänze unter dem Etikett der Folklore mit dem "Wunder" der Staatsgründung Israels gleichsetzte, wurden Befürchtungen über die Kunsthaftigkeit eines solchen Unterfangens bald beiseite geschoben. Aus Sicht der Tanzverantwortlichen war es nur natürlich, dass der neue israelische Nationalstaat, der als Ergebnis des Aktivismus des neuen Juden entstand, durch eine Folklore ausgedrückt werden sollte, die eine produktive Leistung der emanzipierten jüdischen Gemeinschaft darstellte.“

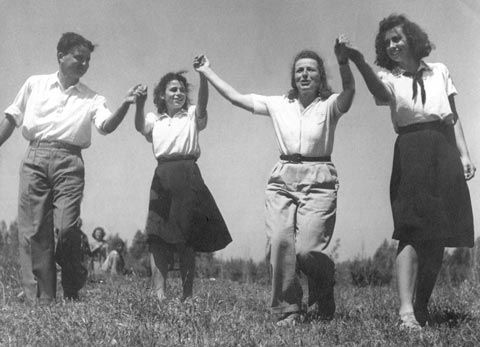
Gurit Kadman zusammen mit (von links) ihrem Sohn Raphael, der Tochter Ayala und rechts deren Halbschwester Avishag. Die Aufnahme entstand 1945 beim ersten Leitungskurs für Volkstanzlehrer am Kibbuz-Seminar in Tel Aviv.

Kadman setzte sich an die Spitze dieser Bewegung, und das erste Dalia-Festival war deren Ausgangspunkt. In dessen Folge wurden – von Kadman ermutigt – in den Kibbuzim von Personen mit Tanz- und Musikausbildung Hunderte neuer Tänze geschaffen, die die Rückkehr zum Land Israel, zur Landwirtschaft und zu den biblischen Volksquellen widerspiegeln sollten. Das Interesse war so groß, dass 1947 beim zweiten Dalia-Festival – trotz der von der britischen Mandatsregierung über das Land verhängten nächtlichen Ausgangssperre – bereits mehr als 500 Tänzerinnen und Tänzer teilnahmen und vor 25.000 Zuschauern vorwiegend die Volkstänze zionistischer Choreographen wie Gurit Kadman, Rivka Sturman und Yardena Cohen (1910–2012). Zvi Friedhaber wies zudem darauf hin, dass neben den neuen Volkstänzen auch Tänze ethnischer Gemeinschaften präsentiert worden seien, darunter arabische und drusische Tänze, sowie jemenitische, deren Repräsentantin vor allem Sara Levi-Tanai war.
In den drei Jahren zwischen dem ersten und dem zweiten Dalia-Festival trieb Gurit Kadman ihre Bemühungen um die Etablierung des Volkstanzes in der jüdisch-palästinensischen Gemeinschaft voran. Sie gründete 1945 die Tanzabteilung der Histadrut (deren Leitung 1952 von Tirza Hodes übernommen wurde), die Tanzworkshops und Schulungsprogramme für Tanzlehrer organisierte, sowie Tanzbroschüren herausgab, darunter Kadmans erste Broschüre mit einer Zusammenstellung von 22 Volkstänzen.

## Volkstanz und politische Identitätsfindung
Nach dem zweiten Dalia-Festival leiteten Gurit Kadman und Rivka Sturman eine Delegation bei den ersten Weltfestspielen der Jugend und Studenten in Prag. Es war das erste Mal, dass der neue israelische Volkstanz auf einem internationalen Forum gezeigt wurde.
Ayala Goren-Kadman berichtete, dass diese Europa-Tournee nach dem Holocaust noch zu anderen Zielen führte. Im Anschluss an das Festival habe das Ensemble Displaced-Person-Lagern in der Tschechoslowakei, in Deutschland und in Italien besucht, um vor den Überlebenden des Holocaust die Tänze von Erez Israel aufzuführen und diese den Lagerinsassen beizubringen. Auf der Seite der Folk Dance Federation of California ist zudem zu lesen, Gurit Kadman habe von dieser Europareise aus die USA besucht und dort ein Jahr lang die neu geschaffenen Tänze unterrichtet.
1948 erklärte Israel seine Unabhängigkeit. Die bislang noch Kaufmann heißende Familie hebräisierte ihren Namen und nannte sich fortan Kadman, wobei sich Gertrud auch den Vornamen Gurit zulegte. Diesen Namenswechsel vollzog zugleich auch Leo Kaufmanns zweite Frau; Shulamit Epstein trug von nun an ebenfalls den Namen Kadman. Gurit Kadman erteilte derweil Volkstanzunterricht in Camps der israelischen Armee und organisierte sehr bald ein Tanzfestival für die Soldaten.
Die Tänze jener Jahre waren geprägt von der Adaption der unter der nicht-jüdischen palästinensischen Bevölkerung weit verbreiteten Debka. Dass dies aus Respekt vor der ansässigen lokalen Bevölkerung geschehen sei, hält Rowe für eine romantische Verklärung. Er verweist stattdessen auf Kaschl, nach der die Aneignung dieser Tanzform als paralleler strategischer Schachzug im Kampf um das Land gesehen werden muss. „In Übereinstimmung mit der allgemeinen zionistischen Ideologie eigneten sich die Choreographen lokale kulturelle Praktiken an, um ihre eigene jüdische Präsenz im Land kulturell zu authentisieren, ohne die lokale Bevölkerung zu integrieren. Sie konstruierten eine Folklore, die in der Geschichte und der Landschaft des historischen Palästinas verankert war, und legitimierten kulturell die zionistische Präsenz, indem sie gleichzeitig die Existenz der einheimischen Bevölkerung übergingen.“ In diesem Kontext war die Aneignung der Debka ein legitimes Mittel zu Überwindung des aus der Diaspora mitgebrachten kulturellen Erbes.
Vor dem Hintergrund der gewonnenen Unabhängigkeit des Staates Israel und der fortbestehenden arabischen Bedrohung wandelte sich der Blick auf die gerade erst konstruierte kulturelle Identität. Die israelische Debka mit ihren arabisch-palästinensischen Wurzeln verlor an Zustimmung und Anerkennung; die Volkstänze mit ihrer identifikatorischen Funktion verlangten nach ideologisch genehmeren Wurzeln. Diese erwuchsen aus der weiteren politischen Entwicklung. In der Folge des Unabhängigkeitskrieges mussten im Rahmen der Operation Magic Carpet die jemenitischen Juden aus dem arabischen Jemen nach Israel ausgeflogen werden. Gurit Kadman besuchte 1949 auf Einladung der Histadrut zusammen mit Rivka Sturman ein Flüchtlingslager in Atlit. Dort erlebten sie eine Tanzdarbietung der Flüchtlinge, die beide sehr beeindruckte. Bald darauf begann die Zurückdrängung der Debka aus dem israelischen Tanzdiskurs. Betont wurden ab dem Beginn der 1950er Jahre die vorgeblich reichen und lebendigen Tanzformen der neu angekommenen jemenitischen Juden, während die Debka zunehmend als monotoner arabischer Tanz empfunden wurde.

## Das Ethnic Dance Project
Gurit Kadman organisierte 1951 das 3. Dalia-Festival, das erste im Staat Israel. Friedhaber bezeichnete es als einen Wendepunkt, ausgelöst durch die Tatsache, dass erstmals für die Israelis die Gelegenheit bestand, traditionelle Tänze jüdischer Gemeinden aus den verschiedensten Herkunftsländern zu sehen. Allerdings habe es Widerstand gegen die Einbeziehung der verschiedenen Traditionen gegeben. Nach Kadman-Goren gab es Befürchtungen, der Zustrom von Einwanderern aus der ganzen Welt würde die vorherrschende westliche Ausrichtung der Kultur bestärken und dadurch die reiche Vielfalt der von den orientalischen Einwanderern eingebrachten Tanztraditionen gefährten. Jerome Robbins, der dem Festival beiwohnte, plädierte dagegen ein Jahr später für eine Verschmelzung des orientalischen Tanzes mit der westlichen Kultur, weil nur das zu einem authentischen israelischen Tanzstil führen würde.
Nach Friedhaber war Kadman keine Anhängerin der Schmelztiegel-Theorie, weil sie befürchtet habe, dass das ethnische Erbe vieler Neuankömmlinge verloren zu gehen drohe. Ihr Augenmerk galt jedoch nicht allen Neuankömmlingen in Israel gleichermaßen, sondern vorrangig den Einwanderern aus orientalischen Gemeinschaften, deren Traditionen sie nun zu erforschen begann. Sie filmte und dokumentierte die Tanztraditionen der verschiedensten Einwanderergruppen, animierte sie, ihre Tanztraditionen beizubehalten und konnte so allmählich in der breiten Öffentlichkeit ein Bewusstsein dafür schaffen, dass diese Traditionen zu fördern seien. Das führte 1961 zum ersten einer Reihe weiterer Festivals, das sich ausschließlich den Tänzen aus den Herkunftsländern verschiedenster Einwanderungsgruppen widmete. Kadman vertrat ihr Konzept auch auf internationaler Ebene und konnte erreichen, dass der International Folk Music Council 1963 seinen Kongress unter dem Titel Roots and Buds (Wurzeln und Knospen) in Israel abhielt. Für Friedhaber sollte das zum Ausdruck bringen, dass die ethnischen Tänze die Wurzeln symbolisierten, deren Knospen die israelischen Volkstänze waren. Die Bandbreite der Ethnien, deren Wurzeln Kadman in Erinnerung halten wollte, war sehr breit und erstreckte sich auf jemenitische, kurdische, georgische, indische, nordafrikanische, äthiopische, bucharische, arabische, tscherkessische und andere Tänze. Kaschl verweist zudem darauf, dass Kadmans Bemühungen die Debka keineswegs unberücksichtigt ließen. Sie dokumentierte sie ebenfalls und unterstützte auch die Gründung von organisierten Aufführungsgruppen in den arabischen Dörfern Galiläas. Allerdings ist eine kritische Sicht Kaschls auf diese Entwicklung nicht zu übersehen, wenn sie ausführt, dass die „israelisch-jüdische[n] Funktionäre mehr und mehr auch aktiv Einfluss [nahmen] auf die Art und Weise, wie die Dabkeh aufgeführt wurde“.
Gurit Kadmans Bemühungen um den ethnisch grundierten Volkstanz führten 1971 zur Gründung des Zentrums zur Förderung des ethnischen Tanzes (ha-Mithal le-Tipuakh le-Rikudai 'Edot) durch die Histadrut unter Kadmans Leitung. „Mit der Einrichtung eines Zentrums für ethnischen Tanz wurden die verschiedenen Bemühungen um die Erforschung der Dabkeh und die Gründung von Tanzensembles institutionell abgesichert. Es erhielt auch ein Budget, das ausschließlich für den Zweck der Unterstützung ethnischer Gruppen vorgesehen war, so dass es in größerem Umfang als zuvor möglich war, Dozenten für die Beratung bei der Organisation von Ensembles einzustellen und die Anschaffung von Kostümen, Instrumenten und Transportmitteln zu finanzieren. Neben der finanziellen und ideellen Unterstützung für die Entwicklung der Gruppen bot das Zentrum auch Informationen über Festivals und Aufführungsorte, sowohl innerhalb Israels als auch im Ausland.“
In einem ihrer wenigen englischen Texte fasste Gurit Kadman 1973 ihre Vorstellungen von den Wurzeln des israelischen Volkstanzes zusammen. Die drei Hauptquellen waren für sie die biblischen Tänze, die chassidischen Tänze und die jemenitischen Tänze. Da es von den biblischenTänzen keine bildhafte Überlieferung gibt, kann ein Bezug auf sie nur ein Produkte der reinen Phantasie ohne jeden Anspruch auf Authentizität bleiben. Die chassidischen Tänze wiederum erschienen ihr für den täglichen Gebrauch zu ekstatisch religiös, während die jemenitischen Tänze zu orientalisch waren. Israels Volkstanzbewegung konnte sich deshalb nicht damit begnügen, überlieferte Traditionen wiederzubeleben, sondern musste Neues schaffen. Diesen Schaffensprozess sah Kadman 1973 in vollem Gange, und er sei dadurch gekennzeichnet, dass sich in ihm Elemente der alten Quellen mischen und in die neu entstehenden Tänze integriert werden. Dieser Prozess des Kreierens neuer Tänze sei seit der Unabhängigkeit Israels zugleich ein Prozess der Überwindung der aus der (europäischen) Diaspora mitgebrachten Tänze und somit Ausdruck des gewachsenen Selbstbewusstseins der heranwachsenden zweiten Generation, die nun in Israel lebe.

„So werden Elemente und Einflüsse aus chassidischen und jemenitischen Traditionen, aus den energiegeladenen Tänzen des Balkans, aus den arabischen Debkas – Tänze in offenen Linien mit kleinen, zurückhaltenden, manchmal verschlungenen Schritten und vibrierenden Körperbewegungen – mit eigenen Schrittmustern, Bewegungen und Gruppenformationen zu einem neuen und interessanten Stil verwoben. Es entwickelt sich eine Synthese zwischen Orient und Okzident - denn Israel ist durch seine geographische Lage eine Brücke zwischen beiden.“

Kadman sieht enge Verbindungen zur Musik, mit der die Tänze begleitet werden, und zu der Entwicklung einer Nationaltracht. Experimentieren sei angesagt, das Finden eines Stils, der biblische und moderne Trends verbindet und in die israelische Landschaft passt – was nach ihrer Meinung bei den Volkstänzen leichter fällt als bei der Schaffung einer Volkstracht. Angesichts der Geschwindigkeit, mit der dieser Prozess verlief, lautet Kadmans abschließendes Credo:

„Gerade dieser Prozess der Schaffung und Verbreitung neuer Volkstänze innerhalb kurzer Zeit mag in den Augen anderer Nationen, die, glücklicher als wir, ihre ungebrochene Volkstradition durch die Jahrhunderte bewahrt haben, unnatürlich, nicht überzeugend, ja sogar verabscheuungswürdig erscheinen. Aber, wir haben keine Wahl. Wir können nicht hundert Jahre auf das langsame Wachsen unserer Volkskunst warten - wir brauchen sie jetzt, in unserer Zeit!“

Gegen Ende der 1970er Jahre gab Kadman die Leitung des Ethnic Dance Project ab. 1981 verlieh ihr die israelische Regierung zum 33. Jahrestag der Gründung des Staates den Israel-Preis, die höchste Kulturauszeichnung des Staates, für ihre Verdienste um den modernen israelischen Volkstanz.
Gurit Kadman starb am 27. März 1987 im Alter von 90 Jahren. Ihre Tochter Ayalah Goren-Kadman ist eine der führenden Lehrerinnen, Choreografinnen und Forscherinnen des israelischen Volkstanzes und des ethnischen Tanzes in Israel.

## Film
- Auf der Webseite filmportal.de wird der palästinensisch-deutsche Dokumentarfilm Palestine Awakening aus dem Jahre 1923 vorgestellt. Unter den Mitwirkenden werden Gurlit und Shulamit Kadman aufgeführt sowie Gurlit Kadmans Sohn Amnon Kadman.[46]
- Auf YouTube sind viele Videos zu finden, in denen Tänze gezeigt werden, deren Choreographien auf Gurit Kadman zurückgehen.

## Werke
Bücher über das Tanzen und dessen Wurzeln
- Tanzende Menschen: Geschichte der Volkstänze in Israel (עם רוקד : תולדות ריקודי העם בישראל / ʻAm roḳed), Schocken, Jerusalem 1964 (nur in hebräischer Sprache), war Kadmans erstes Buch.[4]
- Folk Dance of Israel, 1973 (auf der Webseite der Folk Dance Federation of California).
- Folk Dance in Israel, in: Ha-Rikud. The Jewish Dance, ed. F. Berk. New York, American Zionist Youth Foundation & Union of American Hebrew Congregations, 1975, S. 26–31.
- Ethnischer Tanz in Israel (Rikudei Edot B'Israel), Masada, Giv'atayim 1982 (nur in hebräischer Sprache).[47]
- Für eine umfassende Übersicht aller Publikationen von Kadman (alle in hebräischer Sprache) siehe: The National Library of Israel

Tanz-Kompendien
- Im Katalog der National Library of Israel wie auch im WorldCat finden sich eine Vielzahl von Broschüren, in denen Kadman die von ihr choreographierten Tänze zusammengestellt hat. Alle diese Publikationen erfolgten in hebräischer Sprache.